# Petra Vlhová
Petra Vlhová (ur. 13 czerwca 1995 w Liptowskim Mikułaszu) – słowacka narciarka alpejska, złota medalistka zimowych igrzysk olimpijskich, pięciokrotna medalistka mistrzostw świata, złota medalistka igrzysk olimpijskich młodzieży i dwukrotna medalistka mistrzostw świata juniorów.

## Kariera
Po raz pierwszy na arenie międzynarodowej Petra Vlhová pojawiła się 19 listopada 2010 roku w Geilo, gdzie w zawodach FIS zajęła 33. miejsce w slalomie gigancie. W 2011 roku wystartowała na mistrzostwach świata juniorów w Crans-Montana, gdzie jej najlepszym wynikiem było 27. miejsce w tej samej konkurencji. Jeszcze czterokrotnie startowała na imprezach tego cyklu, największy sukces osiągając podczas mistrzostw świata juniorów w Jasnej w 2014 roku, gdzie zwyciężyła w slalomie. W zawodach tych wyprzedziła bezpośrednio Charlottę Säfvenberg ze Szwecji oraz Niemkę Marinę Wallner. W tej samej konkurencji wywalczyła także brązowy medal na rozgrywanych dwa lata wcześniej mistrzostwach świata juniorów w Roccaraso. Lepsze okazały się tam jedynie Austriaczka Stephanie Brunner i Szwedka Paulina Grassl. W tym samym roku zdobyła złoty medal w slalomie podczas igrzysk olimpijskich młodzieży w Innsbrucku.
W zawodach Pucharu Świata zadebiutowała 29 grudnia 2012 roku w Semmering, gdzie była jedenasta w slalomie. Tym samym już w swoim debiucie zdobyła pierwsze pucharowe punkty. Pierwsze podium zawodów tego cyklu wywalczyła 13 grudnia 2015 roku w Åre, wygrywając rywalizację w slalomie. Wyprzedziła tam Szwedkę Fridę Hansdotter i Ninę Løseth z Norwegii. W sezonie 2017/2018 zajęła piąte miejsce w klasyfikacji generalnej, a w klasyfikacji slalomu była czwarta.
W 2013 roku wystartowała w slalomie na mistrzostwach świata w Schladming, jednak nie ukończyła pierwszego przejazdu. Podczas rozgrywanych dwa lata później mistrzostw świata w Vail/Beaver Creek zajęła 30. miejsce w gigancie i 44. miejsce w slalomie. W międzyczasie wzięła udział w igrzyskach olimpijskich w Soczi, gdzie jej najlepszym wynikiem było dziewiętnaste miejsce w slalomie. W 2017 roku wspólnie z kolegami i koleżankami z reprezentacji zdobyła srebrny medal w drużynie podczas mistrzostw świata w Sankt Moritz. Na igrzyskach w Pjongczangu rok później najlepszy wynik osiągnęła w superkombinacji, którą ukończyła na piątej pozycji.
Sezon 2018/2019 ukończyła na drugiej pozycji, ulegając tylko Mikaeli Shiffrin. Drugie miejsce zajęła także w klasyfikacjach slalomu i giganta. Na podium zawodów stawała 14 razy, przy czym 5 razy zwyciężała. Z mistrzostw świata w Åre w lutym 2019 roku wróciła z trzema medalami. Najpierw zajęła drugie miejsce w superkombinacji, rozdzielając na podium Wendy Holdener ze Szwajcarii i Norweżkę Ragnhild Mowinckel. Następnie zwyciężyła w gigancie, wyprzedzając Niemkę Viktorię Rebensburg i Mikaelę Shiffrin. Ponadto stanęła na najniższym stopniu podium w slalomie, przegrywając tylko z Shiffrin i Szwedką Anną Swenn-Larsson. W kolejnym sezonie była trzecia w klasyfikacji generalnej, za Włoszką Federicą Brignone i Mikaelą Shiffrin. Jednocześnie zwyciężyła w klasyfikacjach slalomu i PAR oraz druga w klasyfikacji giganta.
Podczas mistrzostw świata w Cortinie d’Ampezzo w 2021 roku wywalczyła dwa medale. Najpierw zajęła drugie miejsce w superkombinacji, rozdzielając Shiffrin i Szwajcarkę Michelle Gisin. Następnie zajęła także drugie miejsce w slalomie, przegrywając tylko z Austriaczką Kathariną Liensberger. W Pucharze Świata dziesięciokrotnie stawała na podium, ostatecznie zdobywając Kryształową Kulę w klasyfikacji generalnej sezonu 2020/2021. Jednocześnie wygrała klasyfikację PAR, a w klasyfikacji slalomu była trzecia. W kolejnym sezonie na podium stawała trzynaście razy, odnosząc sześć zwycięstw. W klasyfikacji generalnej była druga, zdobywając jednak Małą Kryształową Kulę w klasyfikacji slalomu. W tej właśnie konkurencji wywalczyła złoty medal na rozgrywanych w lutym 2022 roku igrzyskach olimpijskich w Pekinie. Na podium wyprzedziła Liensberger i Wendy Holdener. Wystartowała tam również w gigancie, jednak zajęła 14. miejsce.
W sezonie 2022/2023 dziewięć razy stawała na podium, odnosząc dwa zwycięstwa. W klasyfikacji generalnej zajęła trzecie miejsce, podobnie jak w klasyfikacji slalomu. Z mistrzostw świata w Courchevel/Méribel w lutym 2023 roku wróciła bez medalu. W gigancie była siódma, a w slalomie zajęła piątą pozycję.
Sezon 2023/2024 zakończyła przedwcześnie, po tym jak podczas zawodów PŚ w Jasnej 20 stycznia 2024 roku zerwała więzadła krzyżowe w kolanie. Do tego czasu siedmiokrotnie stanęła na podium, w tym odniosła trzy zwycięstwa. W klasyfikacji generalnej była szósta, a w klasyfikacji slalomu zajęła trzecie miejsce.

## Osiągnięcia

### Igrzyska olimpijskie
| Miejsce | Dzień     | Rok  | Miejscowość | Konkurencja     | Czas biegu | Strata | Zwyciężczyni     |
| ------- | --------- | ---- | ----------- | --------------- | ---------- | ------ | ---------------- |
| 24.     | 18 lutego | 2014 | Soczi       | Slalom gigant   | 2:36,87    | +4,82  | Tina Maze        |
| 19.     | 21 lutego | 2014 | Soczi       | Slalom          | 1:44,54    | +5,62  | Mikaela Shiffrin |
| 13.     | 15 lutego | 2018 | Pjongczang  | Slalom gigant   | 2:20,02    | +2,11  | Mikaela Shiffrin |
| 13.     | 16 lutego | 2018 | Pjongczang  | Slalom          | 1:38,63    | +2,95  | Frida Hansdotter |
| 32.     | 17 lutego | 2018 | Pjongczang  | Supergigant     | 1:21,11    | +3,15  | Ester Ledecká    |
| DNF     | 21 lutego | 2018 | Pjongczang  | Zjazd           | 1:39,22    | –      | Sofia Goggia     |
| 5.      | 22 lutego | 2018 | Pjongczang  | Superkombinacja | 2:22,99    | +2,09  | Michelle Gisin   |
| 14.     | 7 lutego  | 2022 | Pekin       | Gigant          | 1:55,69    | +2,46  | Sara Hector      |
| 1.      | 9 lutego  | 2022 | Pekin       | Slalom          | 1:44,98    | –      | –                |

### Mistrzostwa świata
| Miejsce | Dzień     | Rok  | Miejscowość        | Konkurencja       | Czas biegu | Strata | Zwyciężczyni                        |
| ------- | --------- | ---- | ------------------ | ----------------- | ---------- | ------ | ----------------------------------- |
| DNF1    | 16 lutego | 2013 | Schladming         | Slalom            | 1:39,85    | –      | Mikaela Shiffrin                    |
| 30.     | 12 lutego | 2015 | Vail/Beaver Creek  | Slalom gigant     | 2:19,16    | +6,53  | Anna Fenninger                      |
| 44.     | 14 lutego | 2015 | Vail/Beaver Creek  | Slalom            | 1:38,48    | +13,47 | Mikaela Shiffrin                    |
| 2.      | 14 lutego | 2017 | Sankt Moritz       | Zawody drużynowe  | –          | –      | Francja                             |
| 8.      | 16 lutego | 2017 | Sankt Moritz       | Slalom gigant     | 2:05,55    | +1,95  | Tessa Worley                        |
| 4.      | 18 lutego | 2017 | Sankt Moritz       | Slalom            | 1:37,27    | +1,89  | Mikaela Shiffrin                    |
| 2.      | 8 lutego  | 2019 | Åre                | Kombinacja        | 2:02,13    | +0,03  | Wendy Holdener                      |
| 1.      | 14 lutego | 2019 | Åre                | Slalom gigant     | 2:01,97    | –      | –                                   |
| 3.      | 16 lutego | 2019 | Åre                | Slalom            | 1:57,05    | +1,03  | Mikaela Shiffrin                    |
| 9.      | 11 lutego | 2021 | Cortina d’Ampezzo  | Supergigant       | 1:25,51    | +0,90  | Lara Gut-Behrami                    |
| 2.      | 15 lutego | 2021 | Cortina d’Ampezzo  | Superkombinacja   | 2:07,22    | +0,86  | Mikaela Shiffrin                    |
| DNF     | 16 lutego | 2021 | Cortina d’Ampezzo  | Gigant równoległy | –          | –      | Marta Bassino Katharina Liensberger |
| 12.     | 18 lutego | 2021 | Cortina d’Ampezzo  | Gigant            | 2:30,66    | +1,90  | Lara Gut-Behrami                    |
| 2.      | 20 lutego | 2021 | Cortina d’Ampezzo  | Slalom            | 2:30,66    | +1,00  | Katharina Liensberger               |
| 7.      | 17 lutego | 2023 | Courchevel/Méribel | Gigant            | 2:07,13    | +0,93  | Mikaela Shiffrin                    |
| 5.      | 18 lutego | 2023 | Courchevel/Méribel | Slalom            | 1:43,15    | +0,85  | Laurence St-Germain                 |

### Mistrzostwa świata juniorów
| Miejsce | Dzień     | Rok  | Miejscowość   | Konkurencja     | Czas biegu | Strata     | Zwyciężczyni         |
| ------- | --------- | ---- | ------------- | --------------- | ---------- | ---------- | -------------------- |
| 27.     | 2 lutego  | 2011 | Crans-Montana | Slalom gigant   | 2:28,27    | +7,95      | Sara Hector          |
| 30.     | 3 lutego  | 2011 | Crans-Montana | Slalom          | 1:40,32    | +12,03     | Jessica Depauli      |
| 34.     | 5 lutego  | 2011 | Crans Montana | Supergigant     | 1:28,23    | +7,95      | Elena Curtoni        |
| 3.      | 1 marca   | 2012 | Roccaraso     | Slalom          | 1:42,69    | +1,50      | Stephanie Brunner    |
| 28.     | 3 marca   | 2012 | Roccaraso     | Slalom gigant   | 2:45,02    | +5,00      | Ragnhild Mowinckel   |
| 26.     | 5 marca   | 2012 | Roccaraso     | Supergigant     | 1:06,99    | +1,58      | Annie Winquist       |
| 5.      | 8 marca   | 2012 | Roccaraso     | Kombinacja      | 11,66 pkt  | +49,56 pkt | Ragnhild Mowinckel   |
| 4.      | 21 lutego | 2013 | Québec        | Slalom          | 1:52,10    | +0,76      | Magdalena Fjällström |
| 8.      | 22 lutego | 2013 | Québec        | Slalom gigant   | 2:22,23    | +1,91      | Lisa-Maria Zeller    |
| 34.     | 24 lutego | 2013 | Québec        | Supergigant     | 1:00,89    | +2,65      | Stephanie Venier     |
| 14.     | 27 lutego | 2014 | Jasná         | Slalom gigant   | 1:52,86    | +3,30      | Marta Bassino        |
| 1.      | 28 lutego | 2014 | Jasná         | Slalom          | 1:36,09    | –          | –                    |
| 17.     | 7 marca   | 2015 | Hafjell       | Slalom gigant   | 2:25,14    | +2,23      | Nina Ortlieb         |
| DSQ1    | 9 marca   | 2015 | Hafjell       | Slalom          | 1:43,54    | –          | Paula Moltzan        |
| 39.     | 10 marca  | 2015 | Hafjell       | Supergigant     | 1:23,81    | +3,51      | Federica Sosio       |
| 31.     | 10 marca  | 2015 | Hafjell       | Superkombinacja | 2:08,54    | +5,42      | Rahel Kopp           |

### Puchar Świata

#### Miejsca w klasyfikacji generalnej
- sezon 2012/2013: 91.
- sezon 2014/2015: 81.
- sezon 2015/2016: 24.
- sezon 2016/2017: 10.
- sezon 2017/2018: 5.
- sezon 2018/2019: 2.
- sezon 2019/2020: 3.
- sezon 2020/2021: 1.
- sezon 2021/2022: 2.
- sezon 2022/2023: 3.
- sezon 2023/2024: 6.

#### Miejsca na podium
| Sezon     | 1. miejsce | 2. miejsce | 3. miejsce | Razem |
| 2012/2013 | -          | -          | -          | -     |
| 2013/2014 | -          | -          | -          | -     |
| 2014/2015 | -          | -          | -          | -     |
| 2015/2016 | 1          | -          | 2          | 3     |
| 2016/2017 | 1          | 1          | 1          | 3     |
| 2017/2018 | 2          | 2          | 2          | 6     |
| 2018/2019 | 5          | 6          | 3          | 14    |
| 2019/2020 | 5          | 3          | -          | 8     |
| 2020/2021 | 6          | 2          | 2          | 10    |
| 2021/2022 | 6          | 4          | 3          | 13    |
| 2022/2023 | 2          | 2          | 5          | 9     |
| 2023/2024 | 3          | 3          | 1          | 7     |
| Suma      | 31         | 23         | 19         | 73    |

#### Zwycięstwa w zawodach
| Nr  | Dzień        | Rok  | Miejscowość       | Konkurencja       | Czas    |
| --- | ------------ | ---- | ----------------- | ----------------- | ------- |
| 1.  | 13 grudnia   | 2015 | Are               | Slalom            | 1:44,26 |
| 2.  | 18 marca     | 2017 | Aspen             | Slalom            | 1:32,00 |
| 3.  | 11 listopada | 2017 | Levi              | Slalom            | 1:49,98 |
| 4.  | 28 stycznia  | 2018 | Lenzerheide       | Slalom            | 1:50,53 |
| 5.  | 28 grudnia   | 2018 | Semmering         | Gigant            | 2:04,72 |
| 6.  | 1 stycznia   | 2019 | Oslo              | Slalom równoległy | 36,89   |
| 7.  | 8 stycznia   | 2019 | Flachau           | Slalom            | 1:52,85 |
| 8.  | 1 lutego     | 2019 | Maribor           | Gigant            | 2:31,31 |
| 9.  | 8 marca      | 2019 | Szpindlerowy Młyn | Gigant            | 2:24,69 |
| 10. | 15 grudnia   | 2019 | Sankt Moritz      | Slalom równoległy | 24,90   |
| 11. | 4 stycznia   | 2020 | Zagrzeb           | Slalom            | 1:57,98 |
| 12. | 14 stycznia  | 2020 | Flachau           | Slalom            | 1:53,65 |
| 13. | 19 stycznia  | 2020 | Sestriere         | Gigant            | 2:21,15 |
| 14. | 16 lutego    | 2020 | Kranjska Gora     | Slalom            | 1:47,56 |
| 15. | 21 listopada | 2020 | Levi              | Slalom            | 1:50,11 |
| 16. | 22 listopada | 2020 | Levi              | Slalom            | 1:49,05 |
| 17. | 26 listopada | 2020 | Lech              | Slalom równoległy | 46:29   |
| 18. | 3 stycznia   | 2021 | Zagrzeb           | Slalom            | 1:59,08 |
| 19. | 7 marca      | 2021 | Jasná             | Slalom            | 2:16:66 |
| 20. | 12 marca     | 2021 | Are               | Slalom            | 1:45,16 |
| 21. | 20 listopada | 2021 | Levi              | Slalom            | 1:46,19 |
| 22. | 21 listopada | 2021 | Levi              | Slalom            | 1:45,22 |
| 23. | 29 grudnia   | 2021 | Lienz             | Slalom            | 1:42,10 |
| 24. | 4 stycznia   | 2022 | Zagreb            | Slalom            | 1:56,99 |
| 25. | 9 stycznia   | 2022 | Kranjska Gora     | Slalom            | 1:44,29 |
| 26. | 11 marca     | 2022 | Are               | Gigant            | 2:32,59 |
| 27. | 10 stycznia  | 2023 | Flachau           | Slalom            | 1:51,95 |
| 28. | 18 marca     | 2023 | Soldeu            | Slalom            | 1:51,38 |
| 29. | 11 listopada | 2023 | Levi              | Slalom            | 1:50,59 |
| 30. | 21 grudnia   | 2023 | Courchevel        | Slalom            | 1:48,14 |
| 31. | 7 stycznia   | 2024 | Kranjska Gora     | Slalom            | 1:47,62 |

#### Pozostałe miejsca na podium
1. Lienz – 29 grudnia 2015 (slalom) – 3. miejsce
2. Flachau – 15 stycznia 2016 (slalom) – 3. miejsce
3. Levi – 12 listopada 2016 (slalom) – 3. miejsce
4. Zagrzeb – 3 stycznia 2017 (slalom) – 2. miejsce
5. Killington – 26 listopada 2017 (slalom) – 2. miejsce
6. Courchevel – 20 grudnia 2017 (slalom równoległy) – 2. miejsce
7. Sztokholm – 30 stycznia 2018 (slalom równoległy) – 3. miejsce
8. Crans-Montana – 4 marca 2018 (superkombinacja) – 3. miejsce
9. Levi – 17 listopada 2018 (slalom) – 2. miejsce
10. Killington – 25 listopada 2018 (slalom) – 2. miejsce
11. Sankt Moritz – 9 grudnia 2018 (slalom równoległy) – 2. miejsce
12. Courchevel – 22 grudnia 2018 (slalom) – 2. miejsce
13. Semmering – 29 grudnia 2018 (slalom) – 2. miejsce
14. Zagrzeb – 5 stycznia 2019 (slalom) – 2. miejsce
15. Szpindlerowy Młyn – 9 marca 2019 (slalom) – 3. miejsce
16. Soldeu – 16 marca 2019 (slalom) – 3. miejsce
17. Soldeu – 17 marca 2019 (gigant) – 3. miejsce
18. Killington – 1 grudnia 2019 (slalom) – 2. miejsce
19. Lienz – 29 grudnia 2019 (slalom) – 2. miejsce
20. Kranjska Gora – 15 lutego 2020 (gigant) – 2. miejsce
21. Sölden – 17 października 2020 (gigant) – 3. miejsce
22. Courchevel – 12 grudnia 2020 (gigant) – 3. miejsce
23. Garmisch-Partenkirchen – 1 lutego 2021 (supergigant) – 2. miejsce
24. Jasná – 6 marca 2021 (slalom) – 2. miejsce
25. Sölden – 23 października 2021 (gigant) – 3. miejsce
26. Killington – 28 listopada 2021 (slalom) – 2. miejsce
27. Lienz – 28 grudnia 2021 (gigant) – 2. miejsce
28. Schladming – 11 stycznia 2022 (slalom) – 2. miejsce
29. Kronplatz – 25 stycznia 2022 (gigant) – 2. miejsce
30. Méribel – 19 marca 2022 (slalom) – 3. miejsce
31. Méribel – 20 marca 2022 (gigant) – 3. miejsce
32. Levi – 19 listopada 2022 (slalom) – 3. miejsce
33. Levi – 20 listopada 2022 (slalom) – 3. miejsce
34. Sestriere – 10 grudnia 2022 (gigant) – 3. miejsce
35. Sestriere – 11 grudnia 2022 (slalom) – 3. miejsce
36. Semmering – 27 grudnia 2022 (gigant) – 2. miejsce
37. Zagrzeb – 4 stycznia 2023 (slalom) – 3. miejsce
38. Kranjska Gora – 7 stycznia 2021 (gigant) – 3. miejsce
39. Sölden – 28 października 2023 (gigant) – 3. miejsce
40. Killington – 26 listopada 2023 (slalom) – 2. miejsce
41. Mont-Tremblant – 2 grudnia 2023 (gigant) – 2. miejsce
42. Flachau − 16 stycznia 2024 (slalom) – 2. miejsce

## Odznaczenia i nagrody
- Krištáľové krídlo (2019)[26]

- Order Ľudovíta Štúra I klasy (2024)[27]